# Léon Hourlier
Pour les articles homonymes, voir Hourlier.
Léon Alexandre Hourlier, né à Reims, 1, rue Tronson-du-Coudray, le 16 septembre 1885, mort pour la France le 16 octobre 1915, est un coureur cycliste français. Durant sa carrière, il est trois fois champion de France de vitesse, vainqueur du Grand Prix de Paris en 1912 et 1914, et des Six Jours de Paris en 1914, où il formait équipe avec son beau-frère Léon Comès.

## Biographie
Léon Hourlier est le fils de Jean Baptiste Hourlier, gendarme à cheval, et de Marie Clémentine Fromage. Il épouse à Paris le 14 mars 1907 Alice Anna Joséphine Comès, artiste lyrique.

### Amateur
Hourlier est dès l'âge de 16 ans un fervent de sport. Avant d'être un bon coureur cycliste amateur, il est un bon boxeur et un bon lutteur. C'est au Club athlétique rémois qu'il fait ses premiers poings et ses premières prises de lutte gréco-romaine aux côtés du champion-lutteur rémois : Henry de César, célèbre en Champagne, qui était l'entraîneur officiel des stayers rémois, dont Maurice Brocco. Il est rapidement en vue dans les soirées du Club athlétique rémois, et ses aînés se plaisent à l'entraîner, à lui donner leurs conseils. À l'âge de 17 ans, Hourlier participe à différents tournois de lutte et de boxe réservés aux amateurs. Quoique opposé à des concurrents plus vieux, plus entraînés, avec plus d'expériences, il se classe dans les premiers. Dans les championnats de poids et haltères et de lutte gréco-romaine surtout, il se fait remarquer par sa rapidité et sa puissance. Il fait également, toujours en qualité d'amateur, du cyclo-cross. On le voit aussi dans les équipes de football du Club athlétique rémois, tenant tour à tour la place de demi ou d'avant.
À 18 ans, il impressionne ses entraîneurs, tant est grande sa facilité dans l'effort. Il s'entraîne avec à ses côtés Brocco, qui est lui aussi du Club athlétique rémois et qui s'est fait une spécialité dans la course à pied ; les frères César et Abel, bien connus dans les annales sportives champenoises comme le « tandem à pétrole » entraîneur car ils emmenaient les cyclistes dans le sillage de leur tandem ; Maurice Hutin, un sprinteur qui eut son heure de célébrité.
Le champion de lutte, Henry lui donne les conseils d'un champion du tapis, lui inculque les notions de l'art du "self-défense", autant de bons conseils qui doivent servir plus tard à Hourlier et lui donner des qualités d'endurance, de tactique et la confiance en soi-même. Sa première victoire cycliste est remportée dans un championnat de Corporations. Il à 17 ans 1/2 quand il triomphe sur la piste de La Haubette, à Reims, dans cette épreuve regroupant près de 120 concurrents. Tout son entraînement avant l'épreuve, Hourlier le fait sur un « tacot » de 15 à 16 kilos. Ce n'est que la veille de l'épreuve que le représentant régional d'une grande marque lui prête une bicyclette légère avec des «boyaux. ». Hourlier se sent pousser des ailes et il gagne la course et devient champion de toutes les corporations. Puis, il participe ensuite à une série ininterrompue de courses cyclistes amateurs.

### Début professionnel
Sa carrière cycliste ne commence réellement que vers 1904. À cette époque, après maints succès, il prend sa licence de professionnel. Parmi les professionnels de la région, Hourlier doit s'attaquer à Ludovic Feuillet, qui le domine le plus souvent. Ses premiers revers ne font qu'ajouter à sa ténacité et à son énergie. Et c'est avec ardeur qu'il se met au travail dès le printemps 1905. Menant une vie d'anachorète, sautant à la corde, faisant de la gymnastique, du footing, etc. il revient devant le public sportif avec plus de souplesse, des bras plus musclés, une énergie travaillée. Il triomphe contre des « champions parisiens ». Enhardi par ces succès, Hourlier dispute même une course au mois de juin 1905 au Parc des Princes, mais ne peut finir qu'en bonne place dans une série. Quelques semaines plus tard à Paris, il fait une bonne impression dans une course en ligne.

### Rencontre décisive
Survient le Grand Prix de Reims 1905. Gabriel Poulain, Henri Mayer, le champion allemand, Sigmar Rettich, Carlo Messori, Emil Dörflinger, Cesare Moretti, Iwan Nedela, Emanuel Kudela, Ludovic, Georges Deschamps, Edmond Michiels, sont parmi les engagés. Hourlier, à l'étonnement général parvient à vaincre Messori, Moretti, Rettich, Kudela nettement, mais, dans sa demi-finale, il se heurte à Mayer, qui vient de remporter le Grand Prix de Paris en 1904. Poulain, qui vient de gagner sa demi-finale, assiste à la victoire de Mayer sur Hourlier. À la rentrée de Hourlier au quartier et après un tour d'honneur réclamé par la foule rémoise en délire ce dernier fut interpellé par « l'homme au maillot vert » : « Très bien cette course ; tu as de l'étoffe l'ami !; tu as encore le trac Et comme Hourlier s'effaçait, modeste, Poulain continua : "Je m y connais, vois-tu ! Avec plus des culot, un entraînement sérieux auprès des cracks, tu les égaleras. Pourquoi ne viendrais-tu. pas t'entraîner à Paris ?" » Une demi-heure après, Poulain enlève de haute lutte le Grand Prix de Reims et Hourlier triomphe dans une course en ligne.

### Paris

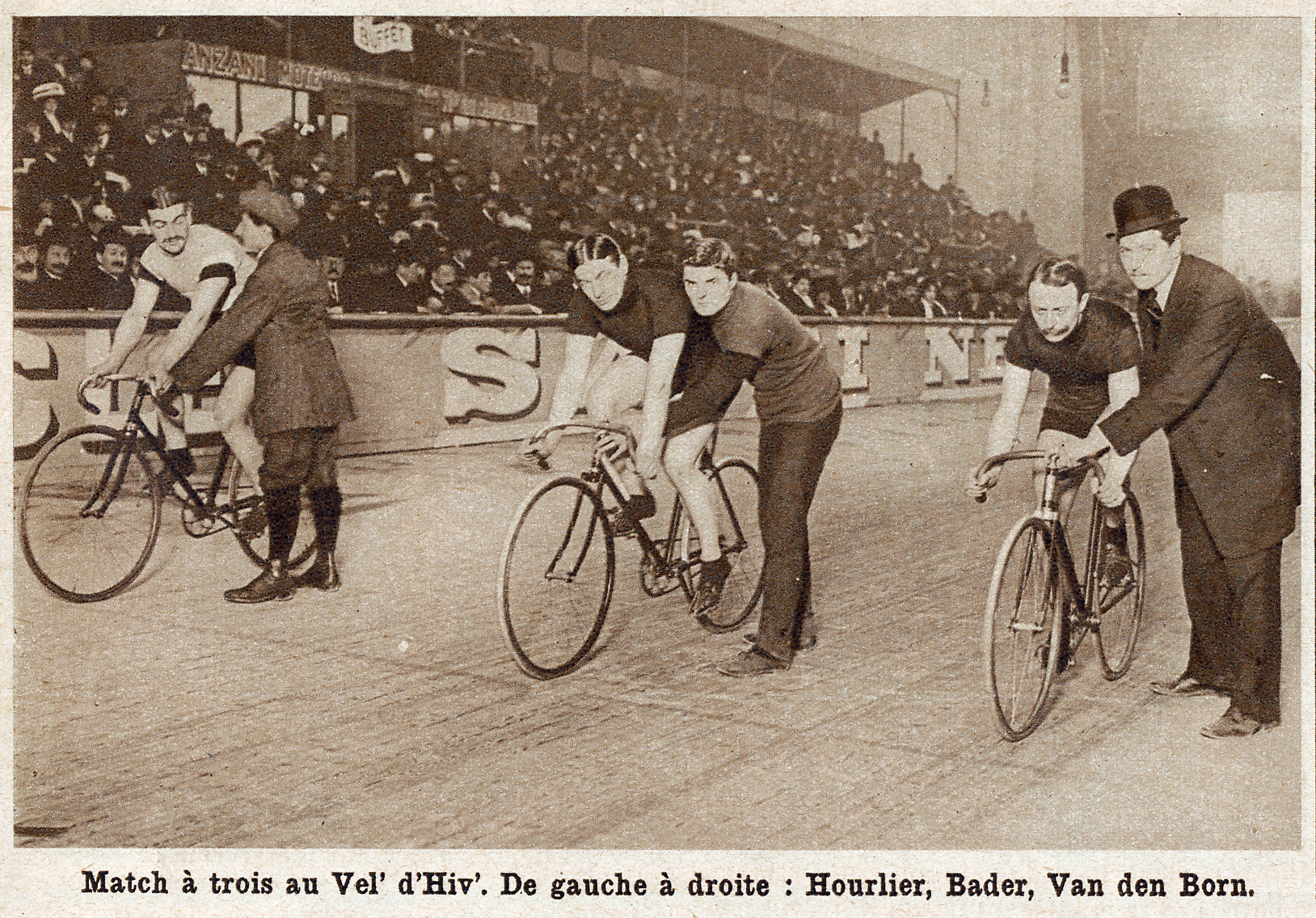

À l'issue des courses, Poulain renouvelle ses conseils à Hourlier, et ce dernier, quinze jours plus tard, prend le chemin de la capitale, et retrouve son nouvel ami qui lui fait faire les premiers galops sur le ciment d'Auteuil.
En 1905, il vient à Paris à la Galerie des Machines, à l'époque où Poulain jouait avec tous les adversaires qu'on lui oppose. Hourlier y connait toutes les amertumes des débuts obscurs dans un milieu hostile et fermé. Son père, employé dans la police de Reims, vient même à Paris pour décider son fils à laisser là un métier aussi décevant. Rien n'y fait ; il fut de toutes les courses de primes, scratchs, épreuves alors encombrées de tous les étrangers attirés à cette époque au seul Vélodrome d'Hiver du monde entier.
À cette époque, Poulain est en pleine forme et Hourlier ne peut trouver un meilleur professeur. L'élève et le maître sont dignes l'un de l'autre ; Hourlier ne tarde pas à devenir le collectionneur de courses en ligne surtout au Parc des Princes.
En 1907, le Rémois se classe en bonne place dans le Grand Prix du Conseil municipal, dans le championnat de France, dans le Grand Critérium international, dans les épreuves du championnat du monde. Il ne connait la gloire qu'en 1908, où il enlevé enfin son premier Championnat de France. De 1909 à 1914, il gagne des médailles un peu partout, dans les championnats du monde, championnats d'Europe et les grands matches internationaux.
Ses principales victoires sont : En 1907, 11 octobre, Grande Internationale (Paris), plusieurs courses scratch au Parc des Princes et à Buffalo. En 1908, au Vel' d'Hiv', courses ouvertes, handicaps, matches à deux, courses de tandems (janvier, février et mars). Vainqueur dans le Grand Prix d'ouverture de Buffalo (22 mars), Champion de France (Parc des Princes, 17 mai).
Il gagne trois fois le championnat de France de vitesse en 1908, 1911 et 1914. Il prend la deuxième place du championnat d'Europe en 1913, derrière André Perchicot. Il remporte le Grand Prix de Paris en 1912 et 1914, et les Six Jours de Paris en 1914. Associé à Léon Comès, ils couvrent 4 278,950 km.
Le 21 décembre 1913, il établit le record du 250 mètres (tour de piste du Vél' d'Hiv'), départ lancé, en 14 s. 3/5 qui n'est égalé qu'en 1932 par Lucien Faucheux, et battu par Jef Scherens en 1933.
Il est sélectionné pour les championnats du monde de vitesse (professionnels) 1914 qui sont annulées en raison du déclenchement de la Première Guerre mondiale qui entraîne le retour précipité des athlètes chez eux.

## Palmarès

### Championnats du monde
- Rome 1911
  -  Médaillé d'argent de la vitesse

### Championnats d'Europe
- 1913
  -  Médaillé d'argent de la vitesse

### Championnats nationaux
- Champion de France de vitesse en 1908, 1911, 1914[14].

### Grand Prix
- Grand Prix de Paris : 1912 et 1914[15],[16]
- Grand Prix de Reims : 1908, 1911, 1912, 1913 et 1914
- Grand Prix de Bordeaux : 1911 et 1914
- Grand Prix du Conseil municipal : 1913
- Grand Prix de Turin : 1908
- Grand Prix de Buffalo : 1911[17], 1913

### Six jours de Paris

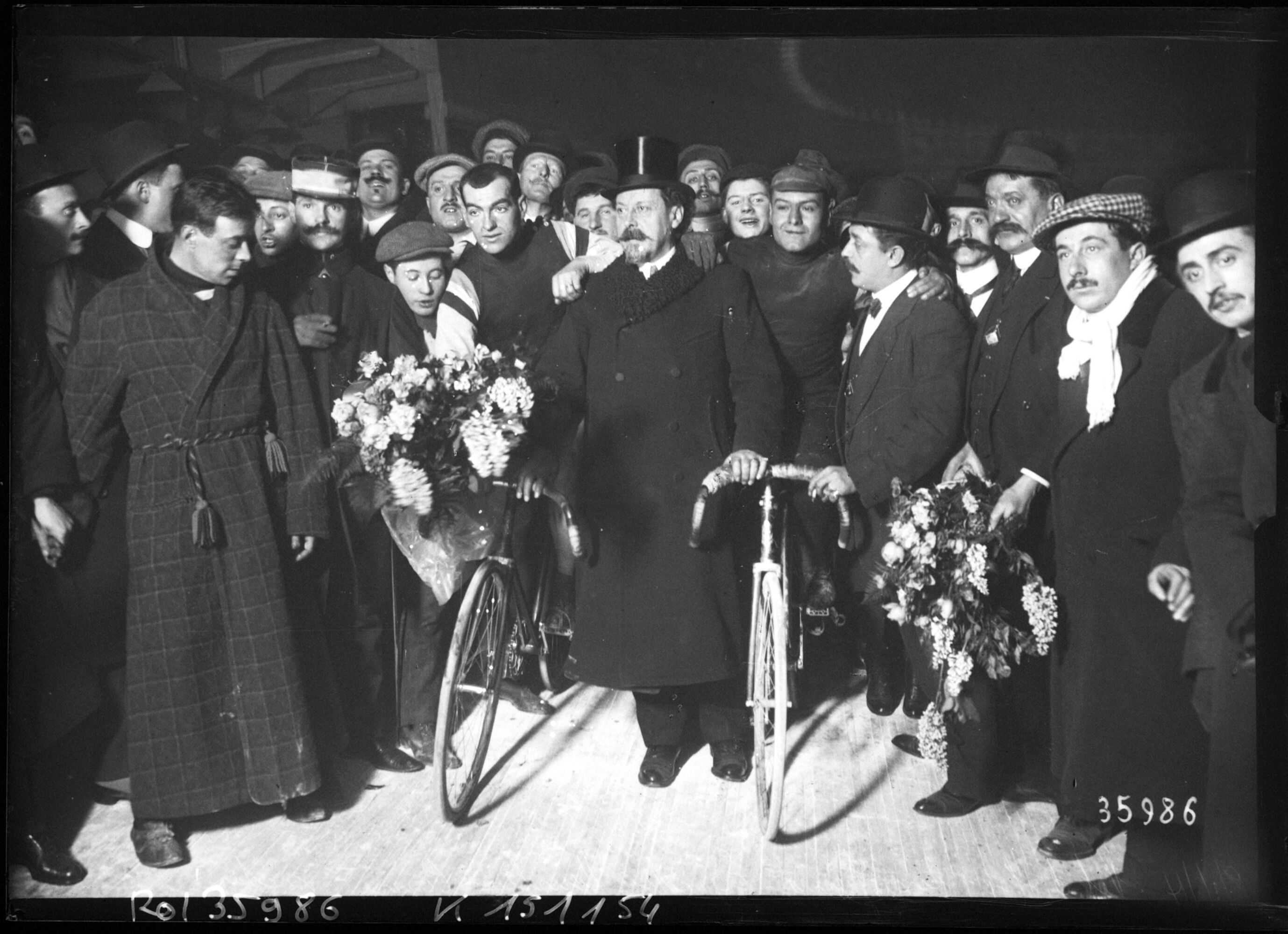
Léon Hourlier et Léon Comès aux Six jours de Paris 1914

Lorsque la Direction du Vélodrome d'Hiver entame des négociations avec Mac Farland en vue de l'engagement de coureurs américains dans une course éventuelle de six jours à Paris, Hourlier manifeste son intention de disputer aux « Yankees » la problématique timbale. Les négociations ayant abouti, des concours étant venus de toutes parts, la Direction du Vel' d'Hiv' mit sur pied cette épreuve de longue haleine. En attendant, on oppose en vitesse les meilleurs coureurs américains à Hourlier : Jackie Clark, Goullet, Grenda, Joe Fogler. Puis, Hourlier s'entraîne en vue des Six jours. S'habituant à rester longtemps en selle, happant au passage tous les pelotons à l'entraînement, démarrant, sprintant, suivant tous les «trains», Hourlier, peu après, s'engage avec son ami et beau-frère Léon Comès.
L'équipe Hourlier-Comès remporte la seconde épreuve des Six Jours de Paris. Tous les spécialistes du tourniquet du Madison Square Garden, de Salt-Lake-City, de Boston, de Melbourne sont battus par les deux Français. Hourlier vient « coiffer » tous les Américains et les Australiens sur le poteau lors d'un dernier « rush » qui étonna Goullet et Clark, laissa le blond Joé Fogler stupéfait, Floyd MacFarland ahuri, et les sportsmen français dans la joie.

## Décès
Durant la Première Guerre mondiale, Hourlier, mobilisé, est versé dans l'automobilisme militaire, mais estimant qu'il peut rendre de plus grands services à son pays, il demande à passer dans l'aviation, et le 1er février 1915, il est affecté comme élève pilote à l'école d'aviation du camp d'Avord. Deux mois plus tard, il fait partie de l'escadrille V97 du camp retranché de Paris. En juillet 1915, il est envoyé au front. Il participe aux bombardements de Sarrebruck, Dillingen, Trèves. Il est maréchal des logis, pilote à l'escadrille VB 103 et décoré de la croix de guerre.
Léon Hourlier et son beau-frère Léon Comès, lui aussi coureur cycliste, meurent à Saint-Étienne-au-Temple en Champagne, dans le même avion le 16 octobre 1915, en allant rendre visite au champion de boxe Georges Carpentier lui-même aviateur, durant la Première Guerre mondiale. Son beau-frère pilotait l'appareil qui venait à peine de quitter le sol lorsqu'on le vit brutalement piquer du nez.

## Témoignages
André Perchicot raconte : « Hourlier laisse en moi un souvenir d'homme correct, de concurrent loyal, de coureur énergique. D'un calme imperturbable, il cachait sous son masque d'impassibilité le courage le plus formidable. Sans posséder la pointe merveilleuse de vitesse de Friol, il avait néanmoins une vitesse égale à celle de ce dernier sur les 300 derniers mètres et pouvait — chose rare — se permettre des efforts soutenus allant jusqu'à 6 ou 700 mètres. Il dut beaucoup de ses succès à ces sprints longs, enragés, après un démarrage violent, surprenant ses adversaires. Il n'employait cette tactique, qui lui était chère, que dans les épreuves où il se sentait réellement en possession de tous ses moyens ».
Friol était toujours émotionné lorsqu'il se trouvait en course avec Hourlier : « Avec ce diable d'homme, disait-il souvent, on ne sait jamais comment faire. Tantôt il part à 200 mètres, tantôt il fonce en plein enlevage à 400 mètres du poteau. C'est un coureur décevant ».
L'Américain Frankie Kramer à qui on demandait au début de 1914 : « Quels sont les champions que vous classez au tout premier plan et que vous avez craint le plus au cours de votre carrière ? répondit : « Le nègre volant Major Taylor, aujourd'hui retiré de la piste ; Jacquelin ; Gabriel Poulain ; Ellegaard ; Hourlier ; Friol et Jackie Clark. Pour l'instant, celui que je redoute surtout, c'est Léon Hourlier. ».

## Décorations françaises
Croix de guerre 1914-1918

## Hommages

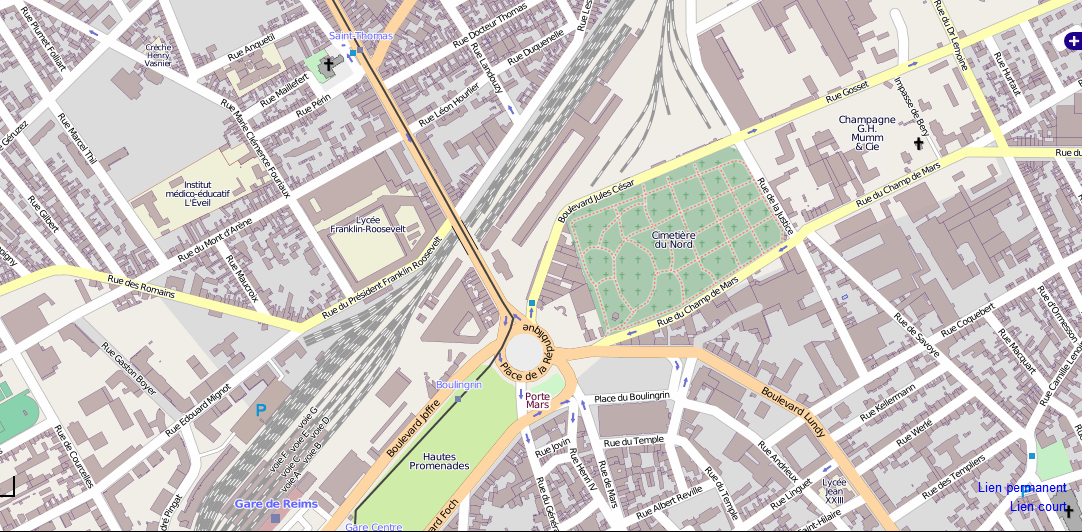
Rue Léon-Hourlier à Reims

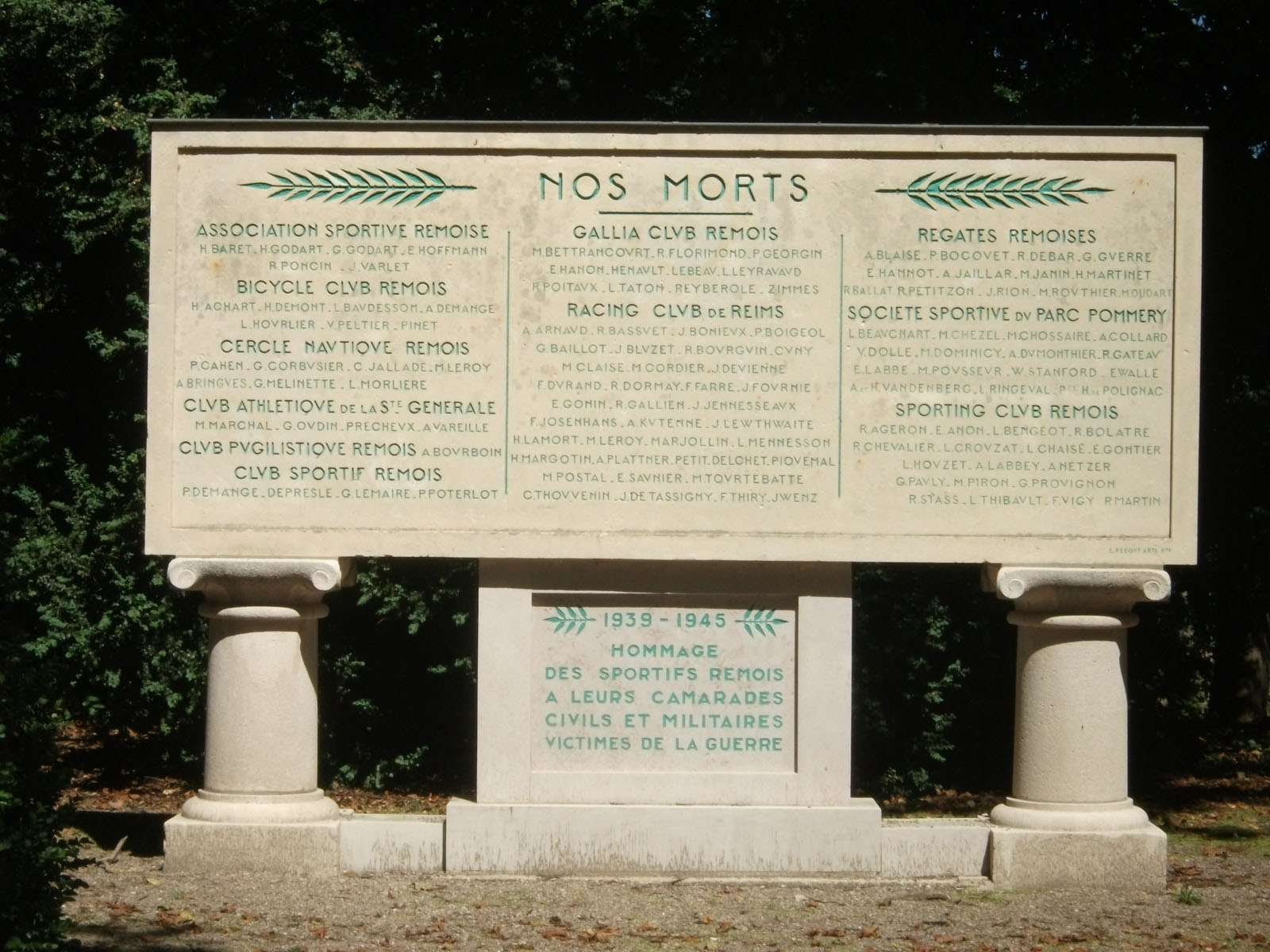
Monument aux morts - Parc de Champagne à Reims

- Un prix Hourlier (match de vitesse)  est couru à Reims lors des Grand Prix de Reims à partir de 1920[24].
- Un prix Hourlier-Comès est organisé au Vél’ d'Hiv’ entre 1926 et 1958, sous forme d'une course à l'américaine[25].
- Une rue de Reims porte son nom[26].
- Une rue de Rueil-Malmaison porte son nom

## Sponsors
- Vélo Peugeot - Pneu Lion - 1908
- Pneu Hutchison
- Pneu Continental

## Œuvre
- Léon Hourlier, Le Vélo:comment je m'entraîne, le chiqué, conseils aux jeunes, etc., Paris, éditions Nilsson, 1913, 64 p. (OCLC 458124678)